# Monte Blue
Monte Blue (11 de enero de 1887-18 de febrero de 1963) fue un actor cinematográfico de nacionalidad estadounidense cuya carrera se inició como primer intérprete masculino en producciones románticas de la época del cine mudo, dedicándose posteriormente a la interpretación de papeles como actor de carácter.

## Biografía
Su verdadero nombre era Gerard Montgomery Bluefeather, nació en Indianápolis, Indiana. Su padre era de ascendencia francesa, Cherokee y Osage, falleció siendo Blue joven. Con un total de cinco hijos, su madre no podía criarlos por sí sola. Por ello Blue y uno de sus hermanos fueron admitidos en la Indiana Soldiers' and Sailors' Children's Home, algo que no le impidió progresar y llegar a estudiar en la Universidad Purdue. 
Blue cuidaba su físico y llegó a ser jugador de fútbol americano. Además de deportista, Blue también fue bombero, trabajador del ferrocarril, minero, cowboy, jinete circense, leñador y, finalmente, jornalero en los estudios cinematográficos de D. W. Griffith.
Cuando llegó a la pantalla no tenía ninguna experiencia teatral. En su primera película, El nacimiento de una nación (1915), su trabajo fue como especialista y extra. En la siguiente, Intolerancia (1916), ya hizo un pequeño papel. De manera gradual fue progresando en papeles de reparto para producciones de D. W. Griffith y Cecil B. DeMille, hasta que le llegó su gran oportunidad como Danton en Las dos huérfanas, junto a las hermanas Lillian Gish y Dorothy Gish. A partir de ahí consiguió el estrellato como primer actor romántico, trabajando junto a actrices de la talla de Clara Bow, Gloria Swanson y Norma Shearer. Su más frecuente compañera de reparto fue Marie Prevost con la cual rodó varios filmes mediada la década de 1920 para Warner Brothers. La mejor interpretación de Blue en la época del cine mudo fue la de un médico alcohólico que encuentra el paraíso en el film de MGM White Shadows in the South Seas (1928). Blue fue una de las pocas estrellas mudas que superó con éxito la transición al cine sonoro. Sin embargo, perdió todos sus ahorros en la quiebra financiera de 1929. 
Posteriormente Blue enfocó su carrera a trabajar como actor de carácter, lo cual hizo hasta el momento de su retirada del cine en 1954, aunque siguió siendo actor de carácter en producciones televisivas, principalmente en westerns, hasta 1960. Uno de sus papeles más destacados fue el de sheriff in Key Largo, en la que trabajó con Lionel Barrymore. 
Blue se divorció de su primera esposa en 1923 y se casó con Tova Jansen en 1924. Tuvo dos hijos, Barbara Ann y Richard Monte y se casó nuevamente en 1959. 
Monte Blue falleció en Milwaukee, Wisconsin, en 1963 a causa de un infarto agudo de miocardio ocurrido mientras se encontraba enfermo por una gripe, murió. Tenía 76 años de edad. Fue enterrado en el Cementerio Forest Lawn Memorial Park de Glendale (California).
A Blue se le concedió una estrella en el Paseo de la Fama de Hollywood, en el 6290 de Hollywood Boulevard, por su trabajo para el cine.

## Selección de su filmografía
- El nacimiento de una nación (1915)
- Intolerancia (1916)
- Wild and Woolly (1917)
- M'Liss (1918)
- Johanna Enlists (1918)
- The Romance of Tarzan (1918)
- The Squaw Man (1918)
- Something to Think About (La fuerza del querer) (1920)
- The Affairs of Anatol (El señorito Primavera) (1921)
- Las dos huérfanas (1921)
- Peacock Alley (1921)
- Broadway Rose (1922)
- Brass (1923)
- Main Street (La calle mayor) (1923)
- Loving Lies (1924)
- The Marriage Circle (Los peligros del flirt) (1924)
- Mademoiselle Midnight (1924)
- Kiss Me Again (Divorciémonos) (1925)
- Red Hot Tires (1925)
- So This Is Paris (La locura del charlestón) (1926)
- Across the Pacific (1926)
- White Shadows in the South Seas (1928)
- El show de los shows (1929)
- Isle of Escape (1930)
- Desert Gold (1936)
- Mary of Scotland (1936)
- Mystery Sea Raider (1940)
- Los viajes de Sullivan (1941, no acreditado)
- Across the Pacific (1942)
- San Antonio (1945)
- Key Largo (1948)
- Apache (1954)